# Дюрок, Жерар
Жерар Кристоф Мишель Дюрок (правильнее Жеро Кристоф Мишель Дюрок, фр. Géraud Christophe Michel Duroc; 25 октября 1772, Понт-а-Муссон — 23 мая 1813, Маркерсдорф) — французский военный и государственный деятель, дипломат, дивизионный генерал (1803 год), обер-гофмаршал (1805), герцог Фриульский (с 1808 года), участник Революционных и Наполеоновских войн. Имя генерала выбито на Триумфальной арке в Париже.

## Биография

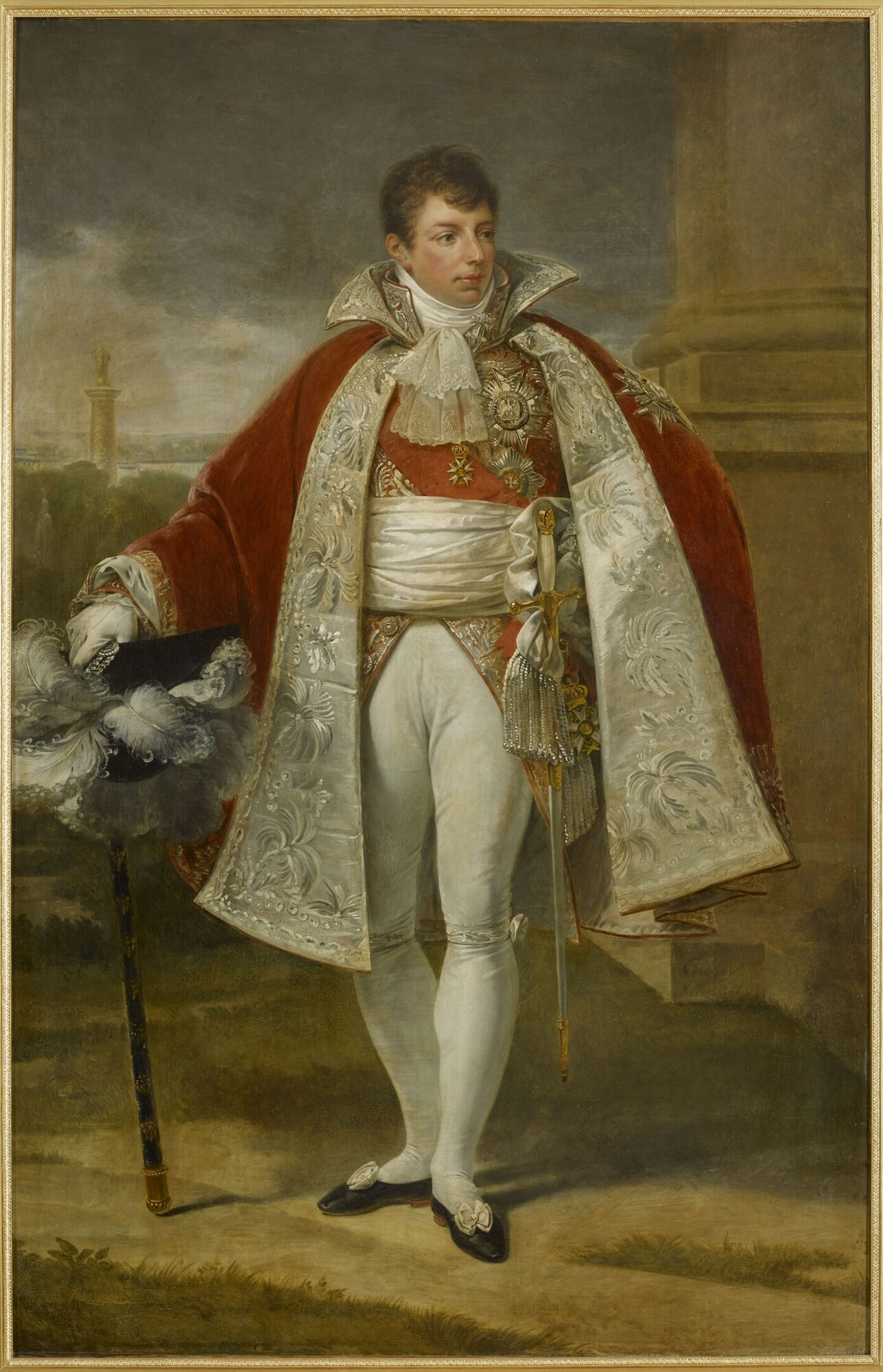
Антуан Жан Гро. Портрет обер-гофмаршала Дюрока (1805)

Родился в дворянской семье. С февраля 1789 года кадет военной школы в Понт-а-Муссоне. 1 февраля 1792 года поступил на военную службу сублейтенантом артиллерийской школы в Шалоне. 1 июля получил чин второго лейтенанта 4-го артиллерийского полка. Но уже 22 июля вышел в отставку. В том же году, из-за своего дворянского происхождения, был вынужден эмигрировать, но в следующем году вернулся.
В 1793—1798 годах служил в Итальянской армии. Во время осады Тулона обратил на себя внимание Наполеона Бонапарта и вскоре стал его адъютантом и одним из самых близких к нему людей. Участвовал в Первой Итальянской и Египетской кампаниях Наполеона. С 15 февраля 1798 года командир батальона.  Был ранен во время осады Акры и в сражении при Абукире. Вместе с Наполеоном вернулся во Францию. 17 октября 1799 года назначен первым адъютантом Наполеона. Участвовал в перевороте 18 брюмера. 
27 ноября 1799 года направлен с дипломатической миссией в Дюссельдорф и Берлин. С 14 марта 1800 года командир 3-й конно-егерской бригады. Участвовал во Второй Итальянской кампании, отличился в битве при Маренго. В 1801 в качестве уполномоченного Первого консула посетил прусский, русский, шведский и датский дворы. Везде был очень хорошо принят, особенно благосклонно к нему отнесся русский император Александр I. После возвращения во Францию, за выдающиеся дипломатические заслуги, Наполеон 13 октября того же года присвоил ему чин бригадного генерала, 20 ноября назначил комендантом дворца Тюильри. После провозглашения империи, 14 июля 1804 года назначен великим офицером, а 2 февраля 1805 года — гранд-маршалом (обер-гофмаршалом) Императорского двора. 
Сопровождал императора во время кампаний 1805 и 1806—1807 годов. В начале 1805 года направлен в Берлин, где добился важного для Франции нейтралитета Пруссии. Отличился в сражении при Аустерлице, где после ранения генерала Удино принял командование над гренадерским корпусом. В 1806 году заключил договор с Пруссией, Саксонией и германскими князьями, а в 1807 году подписал перемирие, предшествовавшее Тильзитскому миру.    
Осенью 1808 года сопровождал императора на Эрфуртском конгрессе. 18 ноября удостоен титула герцог Фриульский. В 1808—1809 годах участвовал в испанской и австрийской кампаниях. Участвовал в сражениях при Эсслинге, Ваграме и Цнайме. Позже возглавил личную секретную полицию императора.
Сопровождал Наполеона в походе на Россию в 1812 году. В 1813 принимал активнейшее участие в формировании пополнений для армии, руководил воссозданием Императорской гвардии. С 5 апреля того же года стал сенатором.
Убит прямым попаданием ядра через день после сражения при Бауцене в ходе боя у города Маркерсдорф. На поставленном на месте гибели памятнике Наполеон приказал написать:

Здесь генерал Дюрок умер на руках своего императора и своего друга.
Похоронен в Доме инвалидов в Париже. Его имя высечено под Триумфальной аркой в Париже. 
Когда Наполеон после Ста дней планировал уехать в Англию в качестве частного лица, он выбрал себе фамилию Дюрок.

## Титулы

Герб герцога

- Герцог Фриульский (фр. duc de Frioul; декрет от 19 марта 1808 года, патент подтверждён 14 ноября 1808 года)[2].

## Образ в кино
- «Графиня Валевская[нем.]» (немой,Германия, 1920) В роли Дюрока актёр Магнус Штифтер[нем.]
- «Мадам Сан-Жен[англ.]» (немой, США, 1925) — актёр Шарль Леклер[фр.]
- «Мадам Сан-Жен[фр.]» (Франция, 1941) — актёр Тони Мурси
- Наполеон: путь к вершине (Франция, Италия, 1955). В роли Дюрока — актёр Жан Шеврье[фр.]
- «Битва при Аустерлице» (Франция, Италия, Югославия, 1960) — актёр Жан-Франсуа Реми[фр.]
- «Завоевание[англ.]» (США, 1937). В роли Дюрока — актёр Джордж Хьюстон[англ.]
- «Марыся и Наполеон» (Польша, 1966) — актёр Игнаций Маховский